# Johann Nikolaus Bach (1669-1753)

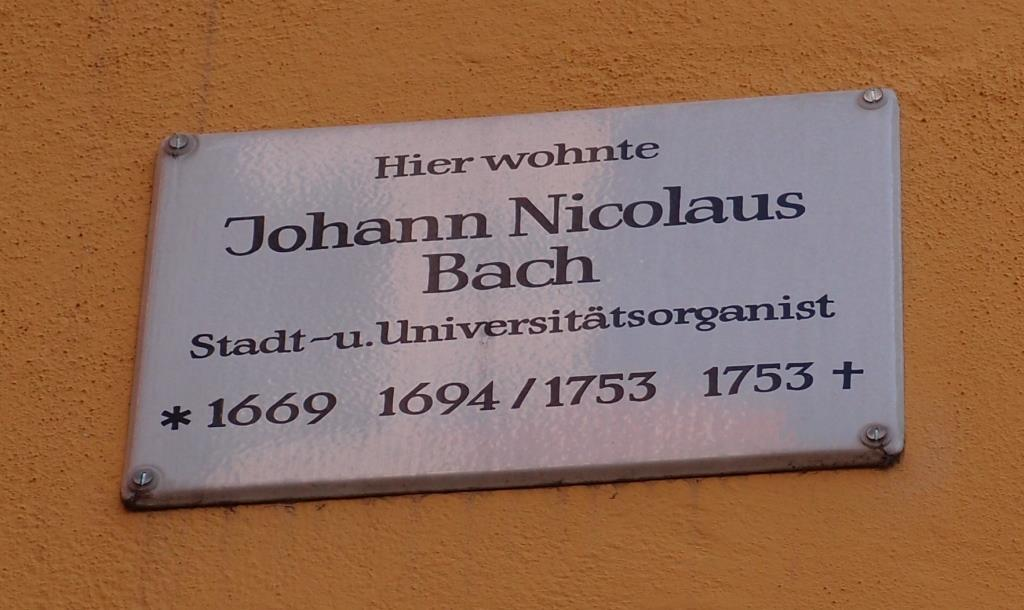
Tabla conmemorativa de Johann Nikolaus Bach

Johann Nikolaus Bach (1669-1753) fue un organista, reparador y constructor de órganos y compositor alemán. 

## Biografía
Fue el hijo más renombrado de Johann Christoph Bach (1642-1703) y nació en Eisenach, donde estudió. Luego cursó estudios superiores en la Universidad de Jena, ciudad de la que fue organista desde 1695, más tarde lo fue de la capilla de la universidad. Hizo un viaje cultural a Italia en 1696, donde recibió la influencia de la música de Antonio Lotti. Después entró al servicio de la Armada Danesa y dirigió el fuerte de Akershus en Noruega. Posteriormente regresó a Jena a sus mismos puestos anteriores, donde murió.
Se especializó en reparación y construcción de órganos, haciendo varios magníficos instrumentos. Inventó un Lautenklavier, una especie de laúd dotado de teclado. 
Entre sus discípulos se cuentan Jakob Adlung y Ernst Gottlieb Baron. 
Lamentablemente se conservan pocas de sus obras:
- Kyrie y Gloria de una Missa brevis (1716).
- La cantata burlesca Der Jenaische Wein- und Bierrufer.
- El bicinium Nun freut euch, lieben Christien g'mein para órgano.

También escribió suites para orquesta, hoy perdidas.